# تپه یارقان چشمه
تپه یارقان چشمه مربوط به هزاره دوم و هزاره اول قبل از میلاد است و در سه کیلومتری جنوب شرقی ورزقان واقع شده و این اثر در تاریخ ۸ بهمن ۱۳۸۵ با شمارهٔ ثبت ۱۷۰۸۳ به‌عنوان یکی از آثار ملی ایران به ثبت رسیده است.